# 황등중학교
황등중학교(黃登中學校)는 대한민국 전북특별자치도 익산시 황등면 황등리에 있는 사립 중학교이다.

## 학교 연혁
- 1960년 10월 26일 : 재단법인 황등학원 설립인가
- 1961년 4월 4일 : 황등중학교 개교
- 1964년 4월 4일 : 초대 교장 정소근 선생 취임
- 1964년 4월 5일 : 학교법인 황등학원으로 명칭 변경
- 1973년 2월 28일 : 일신중학교 폐교, 본교에 통합
- 1988년 11월 15일 : 학교법인 황등기독학원으로 명칭 변경
- 2022년 3월 1일 : 제14대 교장 김기태 선생 취임
- 2023년 12월 27일 : 제20대 소종수 이사장 취임
- 2024년 1월 5일 : 제63회 졸업 졸업생 29명(총 8,013명)

## 참고 자료
- 황등중학교 - 한국교육학술정보원 학교알리미